# Канаклейка
Канаклейка — деревня в Ардатовском районе Мордовии. Входит в состав Каласевского сельского поселения.

## История
Впервые упоминается в документах 1671 года. Основана переселенцами из села Каласево. Названа по имени первопоселенца Канук (Канак). В «Списке населённых мест Симбирской губернии» (1863 г.) Канаклейка значится деревней удельной из 65 дворов Ардатовского уезда.

## Население
| 2002 | 2010 |
| ---- | ---- |
| 327  | ↘217 |